# Campeonato Baiano de Futebol de 2009 - Segunda Divisão
A Segunda Divisão do Campeonato Baiano de Futebol de 2009 foi uma competição de futebol realizada na Bahia. Teve início no dia 24 de maio e se encerrou no dia 24 de julho.

## Regulamento
Com previsão de durar pouco mais de dois meses, começando no dia 24 de maio e terminando no dia 26 de julho de 2009, a disputa da divisão inferior do Campeonato Baiano será dividida em três fases. Na primeira, os oito clubes participantes se dividirão igualmente em dois grupos (Grupos 01 e 02) e jogarão entre si em jogos de ida e volta. Os dois melhores classificados de cada grupo passarão para a próxima fase (Semifinal), onde comporão novos grupos (Grupos 03 e 04) e se enfrentarão novamente em jogos de ida e volta (1° do Grupo 01 x 2° do Grupo 02 e 1° do Grupo 02 x 2° do Grupo 01). Os vencedores de cada grupo se enfrentarão na última fase (Final) em um novo grupo (Grupo 05) com jogos de ida e volta mais uma vez. O melhor classificado ao fim dos jogos se consagrará campeão e ascenderá à Primeira Divisão do Campeonato Baiano de 2010.

## Clubes participantes
| Clube          | Cidade               | Estádio usado    | Em 2008        | Títulos (mais recente) |
| -------------- | -------------------- | ---------------- | -------------- | ---------------------- |
| Astro          | Feira de Santana     | Joia da Princesa | não participou | 0 (não possui)         |
| Bahia de Feira | Feira de Santana     | Joia da Princesa | não participou | 1 (1986)               |
| Camaçariense   | Camaçari             | Armando Oliveira | 7°             | 1 (2003)               |
| Galícia        | Salvador             | Pituaçu          | 8º             | 2 (1988)               |
| Guanambi       | Guanambi             | 2 de Julho       | 2º             | 0 (não possui)         |
| Juazeirense    | Juazeiro             | Adauto Moraes    | 4º             | 0 (não possui)         |
| Juazeiro       | Juazeiro             | Adauto Moraes    | não participou | 1 (1996)               |
| Serrano-BA     | Vitória da Conquista | Lomanto Júnior   | 3º             | 1 (1992)               |

## Primeira fase

### Classificação e jogos
| Equipe | Equipe       | Pts | J | V | E | D | GP | GC | SG |
| ------ | ------------ | --- | - | - | - | - | -- | -- | -- |
| 1      | Camaçariense | 11  | 6 | 3 | 2 | 1 | 11 | 8  | +3 |
| 2      | Juazeirense  | 11  | 6 | 3 | 2 | 1 | 9  | 8  | +1 |
| 3      | Galícia      | 9   | 6 | 2 | 3 | 1 | 8  | 6  | +2 |
| 4      | Juazeiro     | 1   | 6 | 0 | 1 | 5 | 4  | 10 | -6 |

| Equipe | Equipe         | Pts | J | V | E | D | GP | GC | SG |
| ------ | -------------- | --- | - | - | - | - | -- | -- | -- |
| 1      | Guanambi       | 13  | 6 | 4 | 1 | 1 | 9  | 7  | +2 |
| 2      | Bahia de Feira | 12  | 6 | 3 | 3 | 0 | 8  | 1  | +7 |
| 3      | Serrano-BA     | 4   | 6 | 1 | 1 | 4 | 6  | 9  | -3 |
| 4      | Astro          | 4   | 6 | 1 | 1 | 4 | 2  | 8  | -6 |

## Fase final
|  | Semifinais     | Semifinais     | Semifinais | Semifinais |   |             | Final | Final | Final | Final |
|  |                |                |            |            |   |             |       |       |       |       |
|  | Guanambi       | 0              | 1          | 1          |   |             |       |       |       |       |
|  | Juazeirense    | 2              | 2          | 4          |   |             |       |       |       |       |
|  | Juazeirense    | 2              | 2          | 4          |   | Juazeirense | 1     | 2     | 3     |       |
|  |                |                |            |            |   | Juazeirense | 1     | 2     | 3     |       |
|  |                | Bahia de Feira | 1          | 2          | 3 |             |       |       |       |       |
|  | Bahia de Feira | Bahia de Feira | 1          | 2          | 3 | 2           | 1     | 3     |       |       |
|  | Bahia de Feira |                |            |            |   | 2           | 1     | 3     |       |       |
|  | Camaçariense   | 1              | 0          | 1          |   |             |       |       |       |       |

| Campeão Baiano da Segunda Divisão de 2009 |
| ----------------------------------------- |
| Bahia de Feira (3º título)                |

## Artilharia
| Gols | Jogador       | Clube          |
| ---- | ------------- | -------------- |
| 5    | Ciel          | Juazeirense    |
| 3    | Ednei         | Bahia de Feira |
| 3    | Carlinhos     | Camaçariense   |
| 3    | Jhulliam      | Galícia        |
| 3    | Marcos Chaves | Guanambi       |
| 2    | Wedson        | Astro          |
| 2    | Deca          | Bahia de Feira |
| 2    | Biriguidi     | Camaçariense   |
| 2    | Carlos        | Galícia        |
| 2    | Jota          | Guanambi       |
| 2    | Mica          | Guanambi       |
| 2    | André Bahia   | Juazeirense    |
| 2    | Clodoaldo     | Juazeirense    |
| 2    | Harley        | Juazeirense    |
| 2    | Ricardo Braz  | Juazeiro       |
| 2    | Marquez       | Serrano-BA     |